# Szonów (Czechy)
Szonów (cz. Šenov, dawniej również Šonov, niem. Schönhof) – miasto w powiecie Ostrawa-miasto, w kraju morawsko-śląskim, w Czechach. Według danych z 30 czerwca 2010 powierzchnia miasta wynosiła 1663 ha, a liczba jego mieszkańców 5919 osób.
Miasto Szonów położone jest nad rzeką Łucyną, ok. 9 km na południowy wschód od centrum Ostrawy i 6 km na wschód od Ostrawicy, w granicach historycznego Śląska Cieszyńskiego. Na zachodzie sąsiaduje z Ostrawą (z Bartowicami), na południu z Racimowem (z Datyniami Górnymi) i Więcłowicami, na północy i wschodzie z należącymi do powiatu Karwina Pietwałdem i Hawierzowem.
Prawa miejskie posiada od 1998 roku. Do 31 grudnia 2006 roku miasto wchodziło w skład powiatu Frydek-Mistek, 1 stycznia 2007 zostało objęte rozszerzonym powiatem Ostrawa-miasto.

## Demografia
W latach 1869–2001:
| Rok             | 1869 | 1880 | 1890 | 1900 | 1910 | 1921 | 1930 | 1950 | 1961 | 1970 | 1980 | 1991 | 2001 |
| --------------- | ---- | ---- | ---- | ---- | ---- | ---- | ---- | ---- | ---- | ---- | ---- | ---- | ---- |
| Liczba ludności | 1915 | 2178 | 2407 | 2970 | 3441 | 3489 | 4264 | 4908 | 4772 | 5083 | 5465 | 5330 | 5406 |

W 2001 roku największą narodową mniejszość stanowili Słowacy (2,5%), następnie Morawianie (2%), Ślązacy i Polacy (po 0,6%). Osoby wierzące stanowiły 43,6%, z czego katolicy 81%.

## Historia
Miejscowość po raz pierwszy wzmiankowana została w łacińskim dokumencie Liber fundationis episcopatus Vratislaviensis (pol. Księga uposażeń biskupstwa wrocławskiego), spisanej za czasów biskupa Henryka z Wierzbna ok. 1305 w szeregu wsi zobowiązanych do płacenia dziesięciny biskupstwu we Wrocławiu, w postaci item in Sonow. Zapis ten (brak określenia liczby łanów, z których będzie płacony podatek) wskazuje, że wieś była w początkowej fazie powstawania (na tzw. surowym korzeniu), co wiąże się z przeprowadzaną pod koniec XIII wieku na terytorium późniejszego Górnego Śląska wielką akcją osadniczą (tzw. łanowo-czynszową). Wieś politycznie znajdowała się wówczas w granicach utworzonego w 1290 piastowskiego (polskiego) księstwa cieszyńskiego, będącego od 1327 lennem Królestwa Czech, a od 1526 roku w wyniku objęcia tronu czeskiego przez Habsburgów wraz z regionem aż do 1918 roku w monarchii Habsburgów (potocznie Austrii).
W latach 1576–1867 miejscowość była w posiadaniu rodziny Skrbeńskich z Hrziszcza.
W sprawozdaniu z poboru świętopietrza sporządzonym przez archidiakona opolskiego Mikołaja Wolffa w 1447 jako jedną z 51 w archiprezbiteracie cieszyńskim wymieniono parafię w miejscowości Schonwald. Jeśli tę miejscowość zidentyfikować z Szonowem to parafia ta powstała jeszcze w XIV lub w pierwszej połowie XV wieku, a na podstawie wysokości opłaty w owym sprawozdaniu liczbę ówczesnych parafian (we wszystkich podległych wioskach) oszacować można na 105. Jeśli Schonwald to nie Szonów to miejscowa parafia pw św. Mikołaja Biskupa i Wyznawcy założona została później, w drugiej połowie XV lub w XVI wieku. Według dokumentów wizytacyjnych biskupstwa wrocławskiego z 1679 roku miejscowi parafianie posługiwali się językiem morawskim (concio Moravica) natomiast w 1847 nabożeństwa i śpiewy oraz nauczanie religii prowadzono w języku polskim.
W 1869 wieś liczyła 1915 mieszkańców,
Według austriackiego spisu ludności z 1910 roku wieś Szonów miała 3441 mieszkańców, z czego 3412 było zameldowanych na stałe, 2820 (82,6%) było czesko-, 528 (15,5%) polsko-, 58 (1,7%) niemieckojęzycznymi, a 6 osób posługiwało się innym językiem, 2883 (83,8%) było katolikami, 539 (15,7%) ewangelikami, 18 (0,5%) wyznawcami judaizmu a 1 osoba była innej religii lub wyznania.
Po podziale Śląska Cieszyńskiego po I wojnie światowej miejscowość znalazła się w granicach Czechosłowacji. Podczas II wojny światowej Szonów został wchłonięty do III Rzeszy, a 3 maja 1945 zdobyty przez wojska Armii Czerwonej.
Pod koniec lat 40. XX wieku na wschodnim skraju Szonowa zaczęto budować nowe socrealistyczne osiedle robotnicze. 18 grudnia 1955 z miejscowości wydzielono 61 hektarów na poczet nowo powstałego miasta Hawierzowa. Sam Szonów prawa miejskie otrzymał w 1998 roku.

## Zabytki
- Katolicki kościół pod wezwaniem Opatrzności Bożej z 1764
- Ewangelicki cmentarz i kaplica z 1896
- Kościół czeskobraterski z 1937
- Posągi św. Antoniego z Padwy i Jana Nepomucena z XVIII wieku
- Obszar byłego zamku – park i budowla ze sgraffito Viléma Wünschego w stylu socrealistycznym

## Urodzeni w Szonowie
- Wacław Olszak (lekarz) – polski lekarz, działacz narodowy i społeczny na Śląsku Cieszyńskim;
- Vilém Wünsche (1900-1984) – czeski malarz, grafik i ilustrator[14]

## Galeria

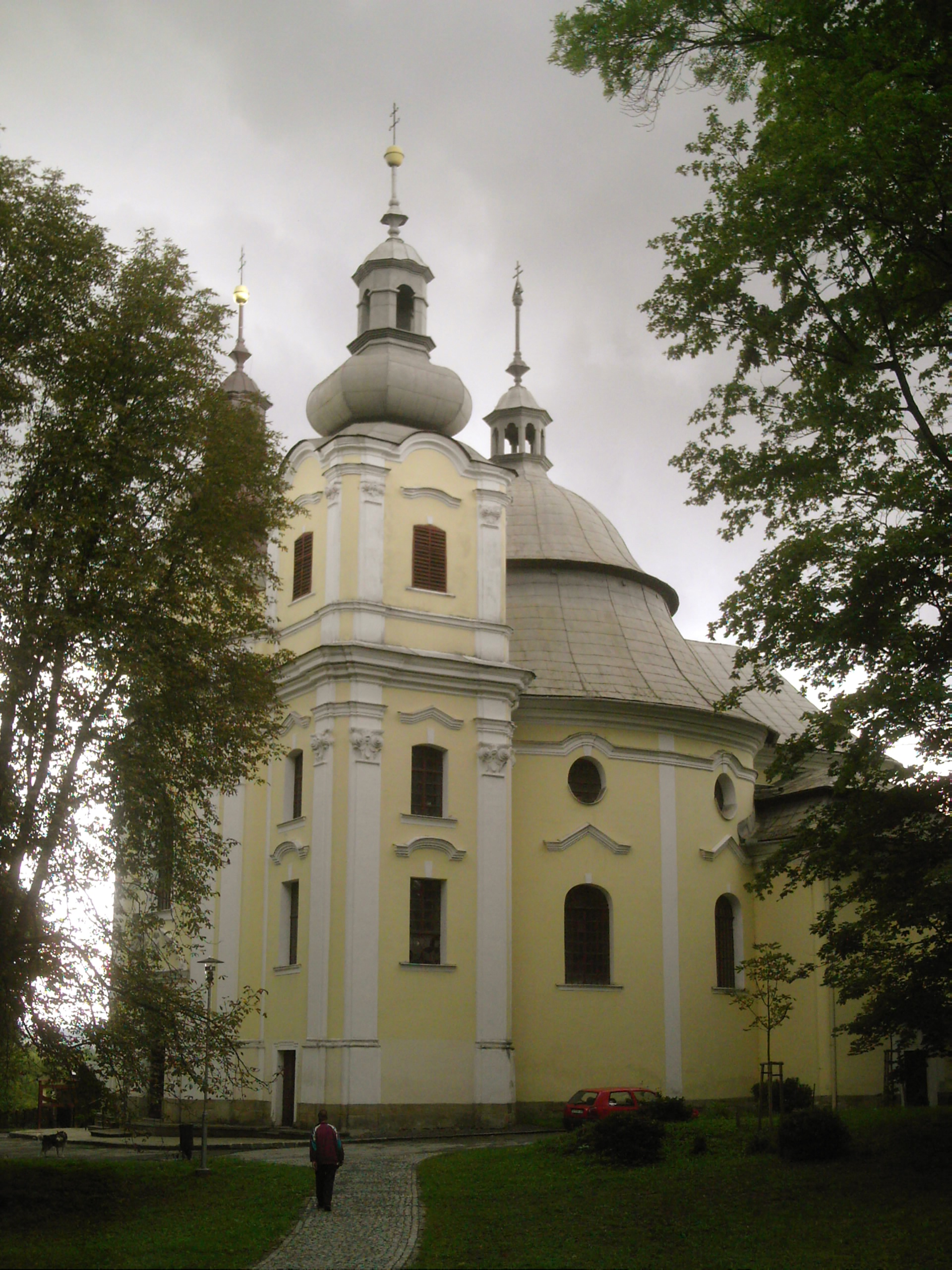
Kościół Opatrzności Bożej
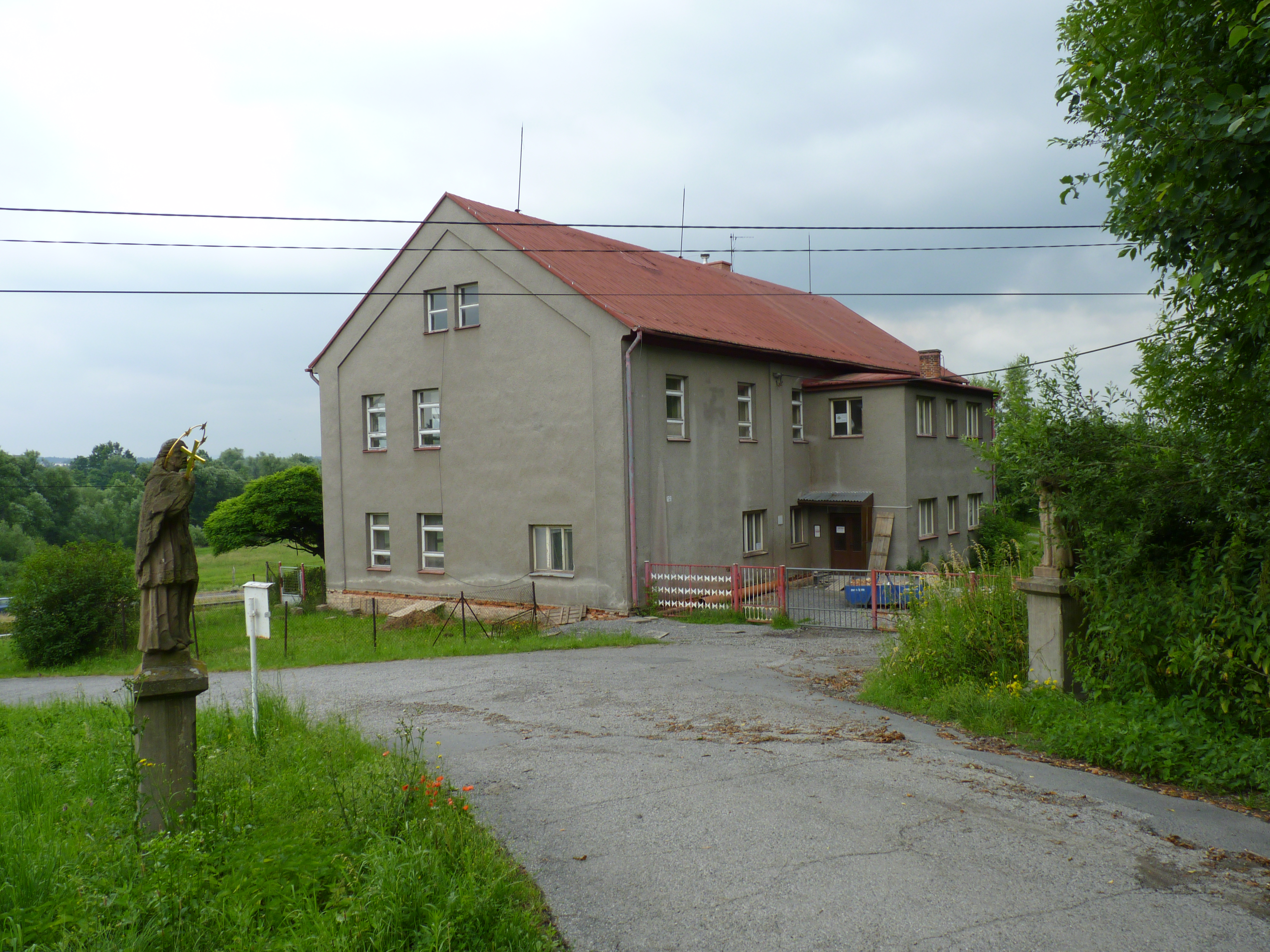
Posąg w pobliżu kościoła
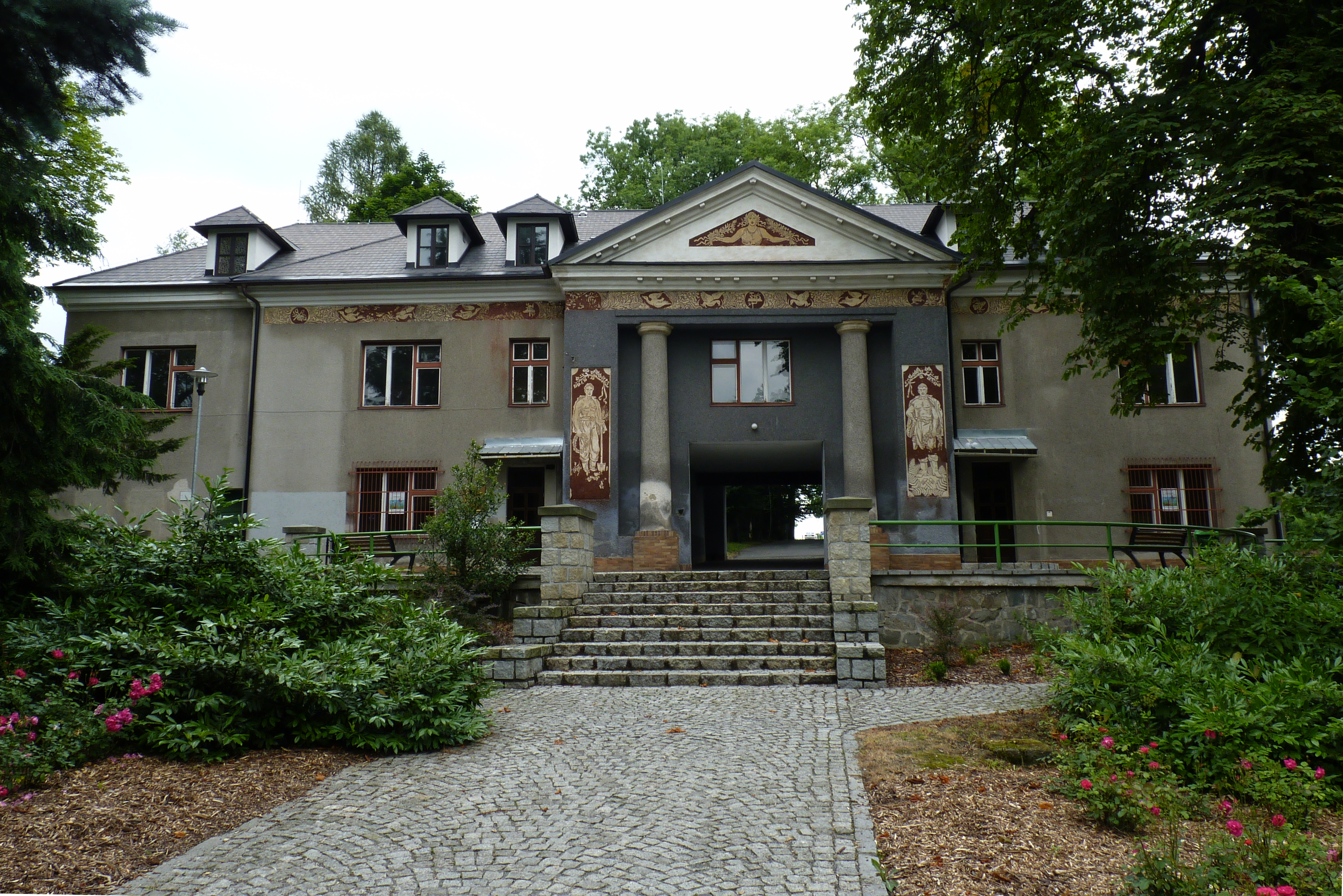
Szkoła muzyczna
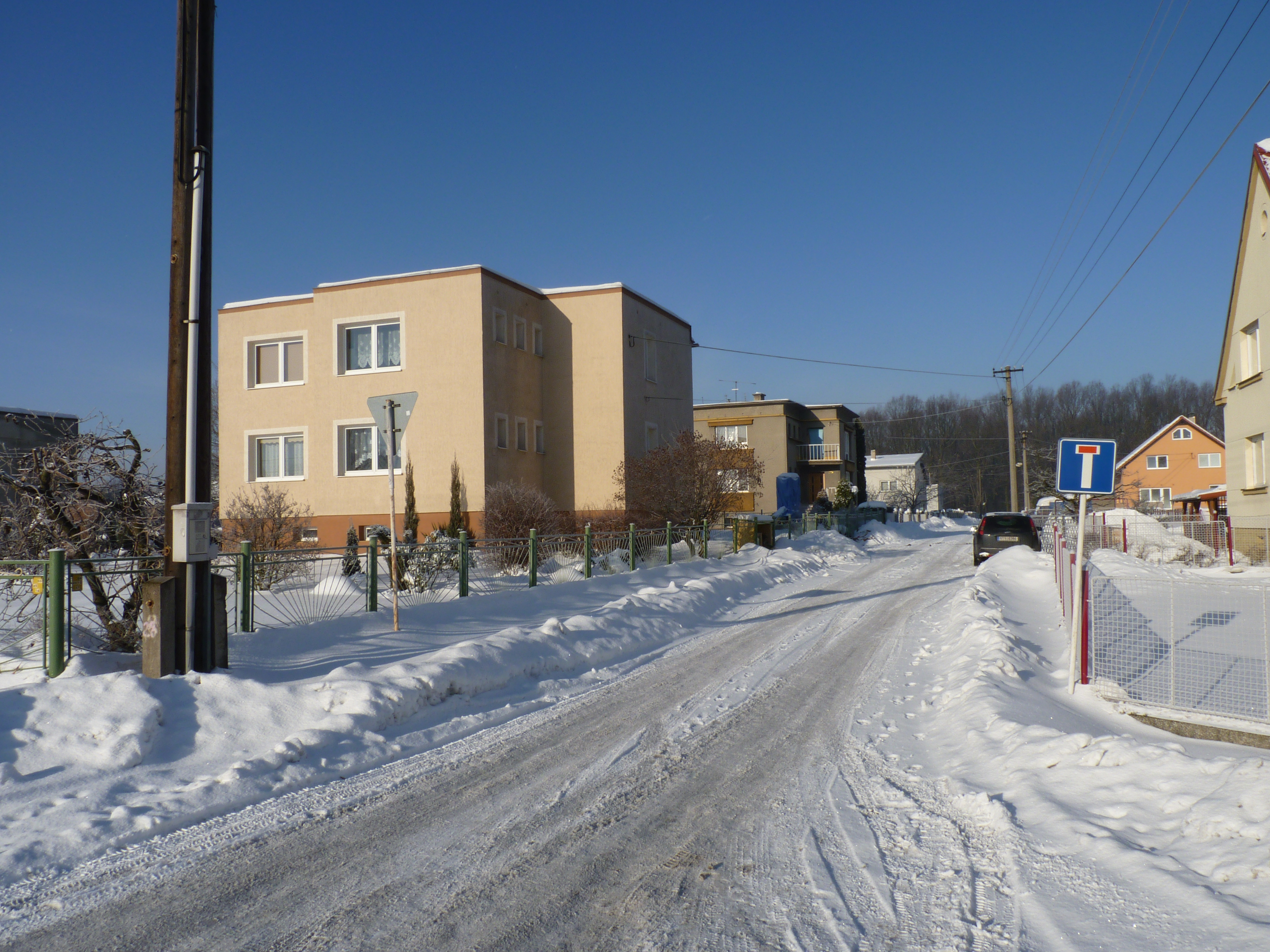
Ulica Na Přervalině
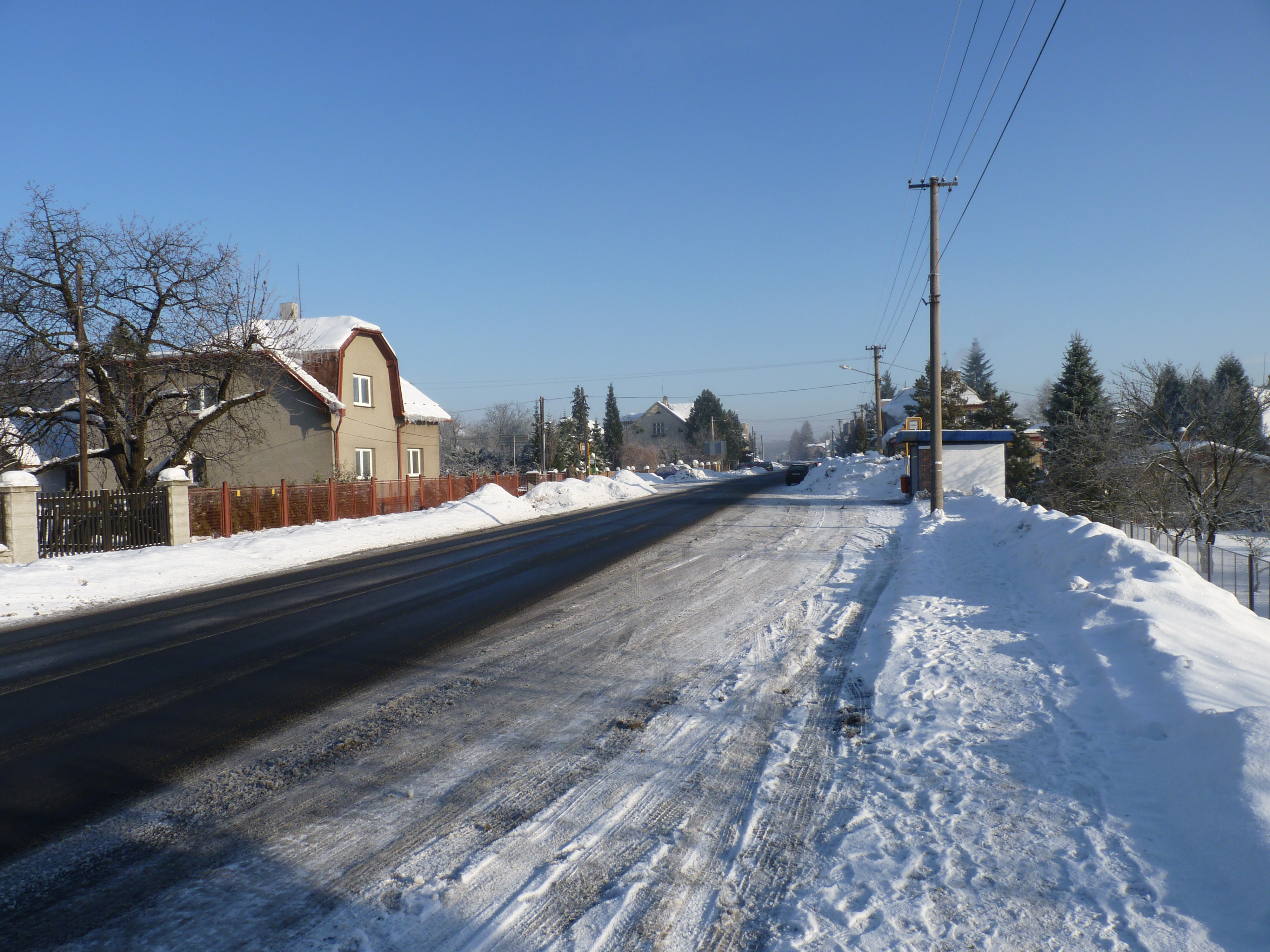
Ulica Petřvaldská
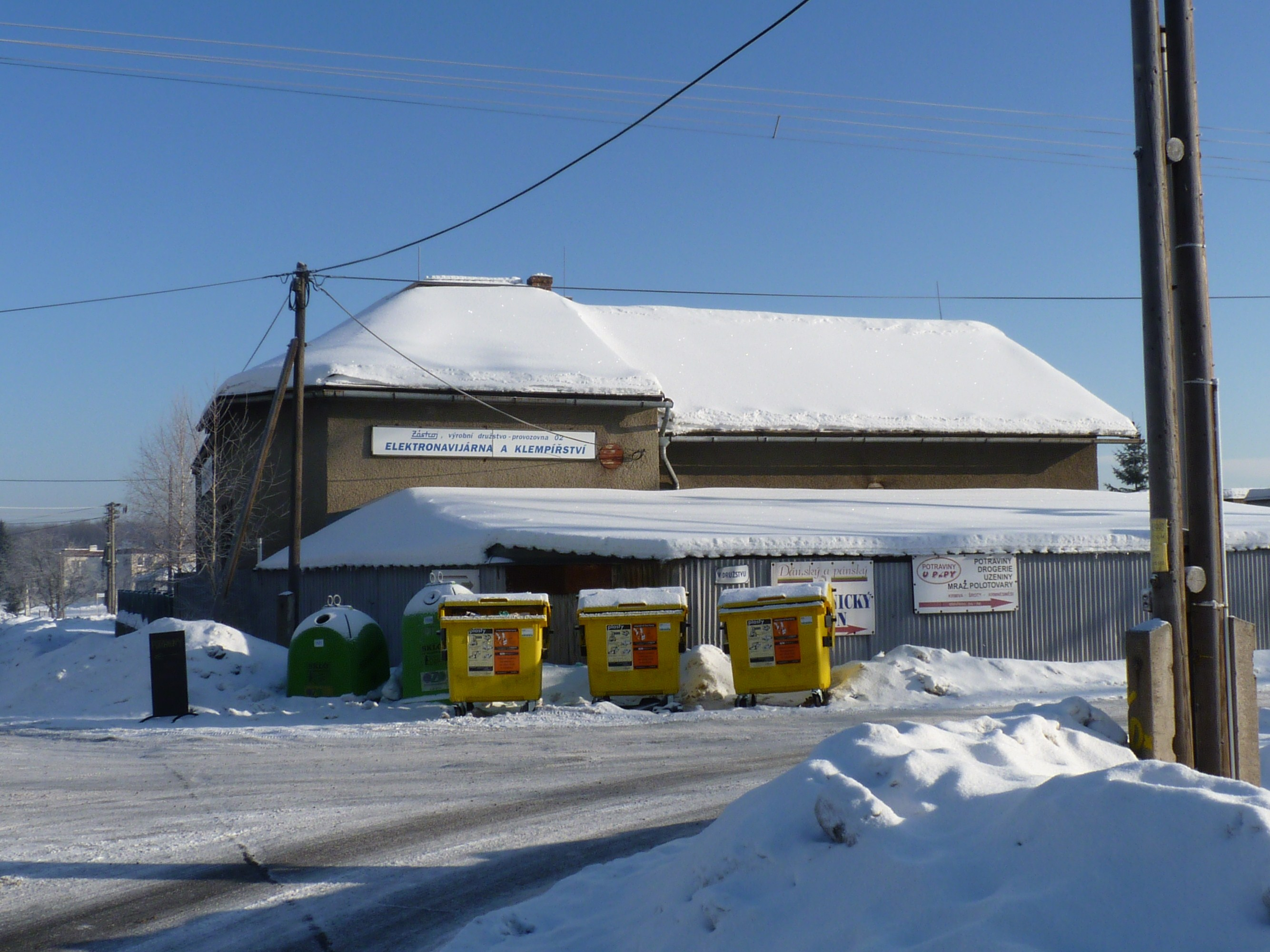
Skrzyżowanie ulic Petřvaldská i V Družstvu
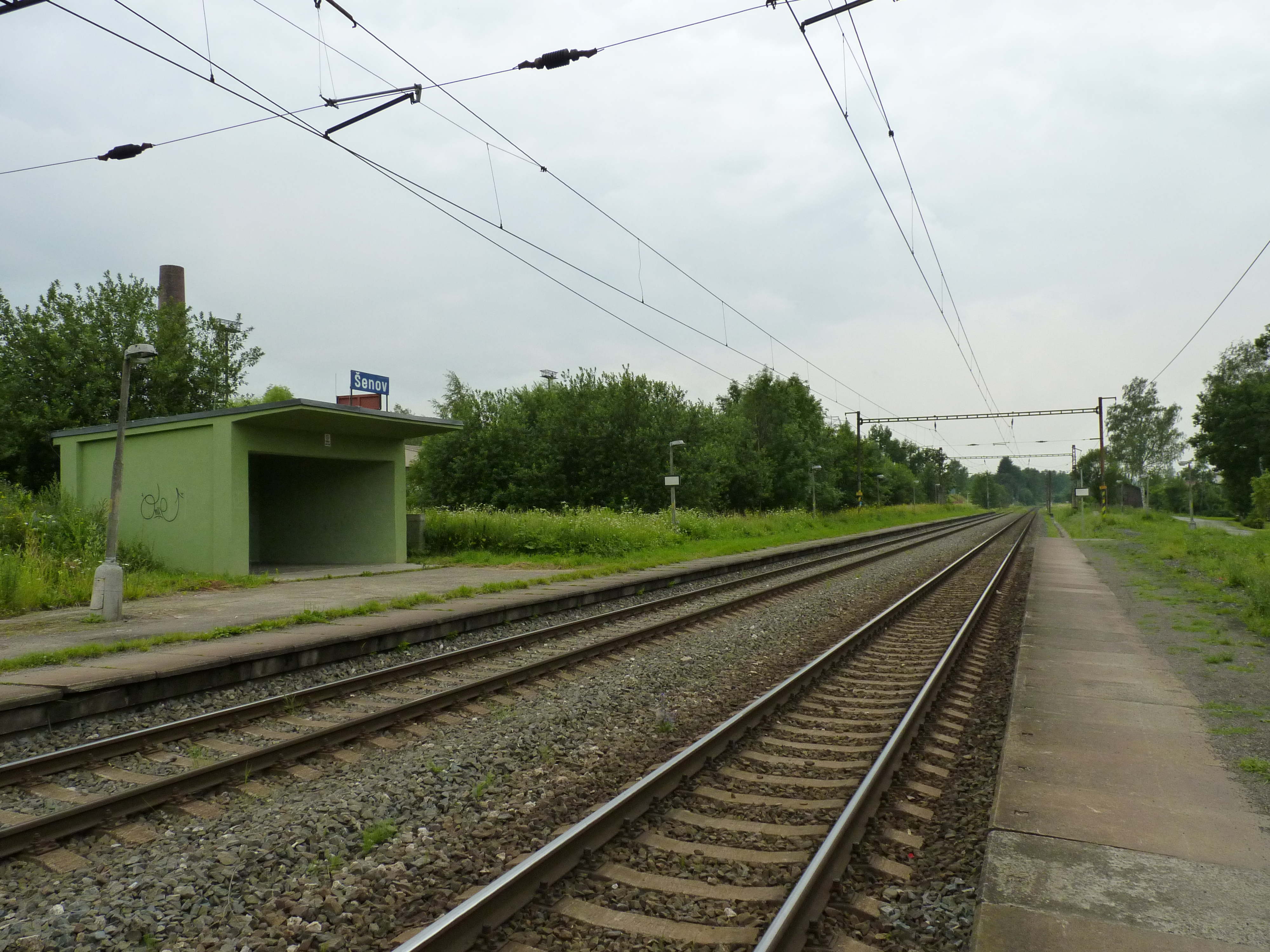
Przystanek kolejowy
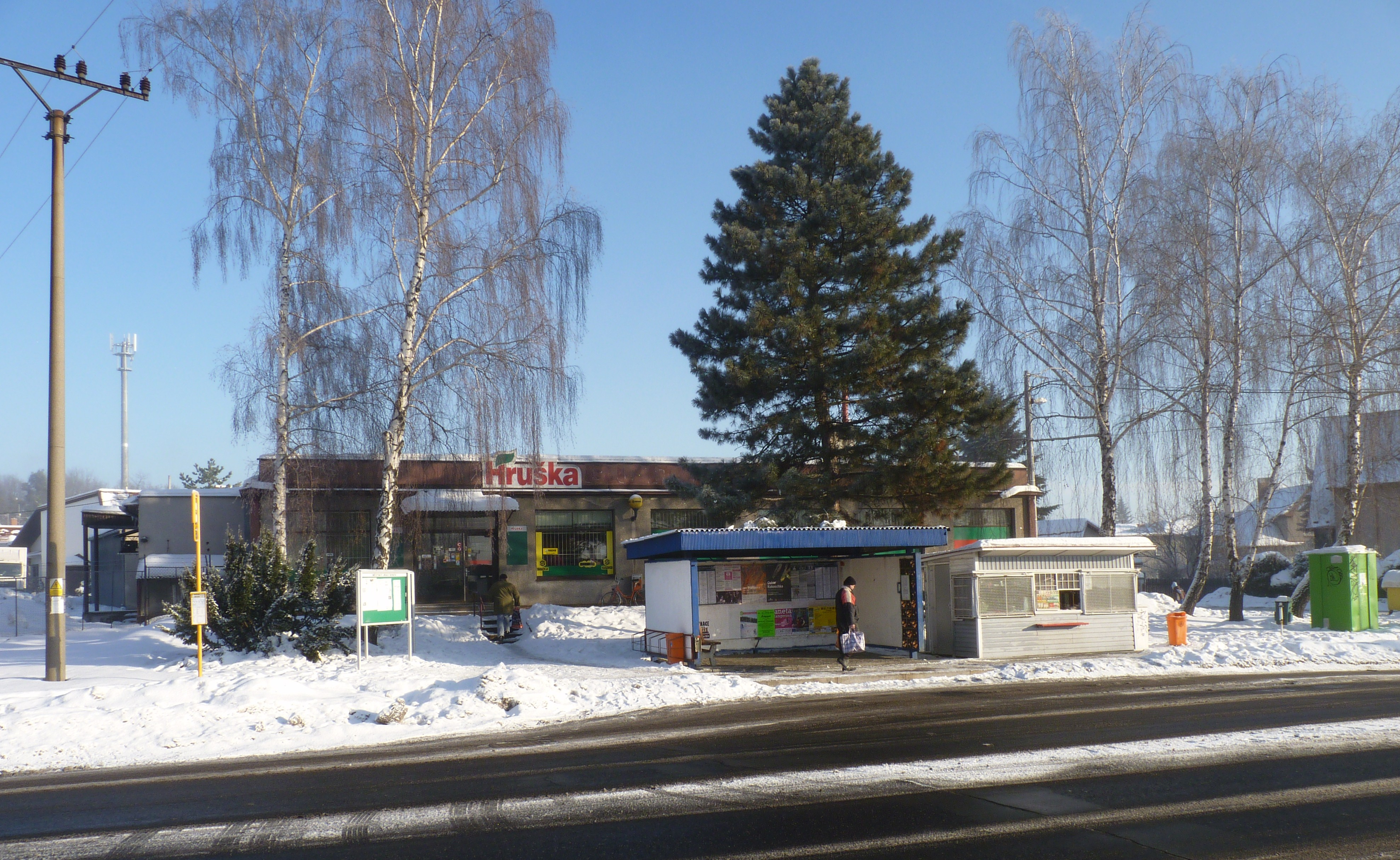
Przystanek autobusowy